# Joanne Purcell
Joanne Purcell (Berkeley, 1938 - Los Angeles, 1984) foi uma investigadora norte-americana que efectuou umas das maiores recolhas do património de tradição oral português.  

## Biografia
Joanne Burlingame Purcell nasceu no dia 9 de Março de 1938, na Califórnia, em Berkeley. 
Estudou filologia românica e ibérica na Universidade da Califórnia, onde conclui a licenciatura com a apresentação da tese Portuguese Traditional Ballads from California, na qual dava a conhecer as tradições orais dos imigrantes de origem açoriana e madeirense. 
Em 1969, o programa Fulbrigth atribui-lhe uma bolsa que lhe permite passar 11 meses em várias regiões de Portugal, nomeadamente no Minho, Alto Alentejo, Trás-os-Montes, e em particular nos Açores e Madeira. Ao longo deste período, recolhe variantes do romanceiro e cancioneiro português, destacando-se as gravações efectuadas nos Açores, onde recolhe contos, rituais, provérbios, coplas, teatro popular, cantigas de louvor ao espírito santo, chamarritas, entre outros géneros tradicionais. Isto deu origem a um espólio composto por mais de 200 bobines, 145 delas contêm gravações efectuadas no arquipélago dos Açores. 
Após regressar aos EUA continuou a estudar as tradições pan-ibéricas, sendo possível encontrar no seu espólio gravações de cantores espanhóis, catalãos, sefarditas, entre outros.
Purcell faleceu em 1984, no dia 24 de Maio, em Los Angeles.

## Reconhecimento
A comunidade portuguesa da Califórnia reconheceu o trabalho por ela efectuado, ao atribuir-lhe o título de sócia honorária. 
A Direcção Geral da Cultura dos Açores, celebrou os 50 anos da sua passagem pelos Açores, com a disponibilização online dos registos fonográficos realizados no arquipélago, na plataforma do Centro de Conhecimento dos Açores. 

## Obra
Escreveu: 
- 1968 - Portuguese Traditional Ballads from California, tese de licenciatura
- 1970 - A Riqueza do Romanceiro e Outras Tradições Orais nas Ilhas dos Açores, revista Atlântida [3]
- 2002 - Romanceiro Tradicional das Ilhas dos Açores [10]

## Ligações Externas
- Arquivos Romanceiro | Recolhas efectuadas por Joanne Purcell